# Bahnhof Peitz Ost
Der Bahnhof Peitz Ost, niedersorbisch Dwórnišćo Picnjo pódzajtšo, liegt weit außerhalb des Zentrums der brandenburgischen Stadt Peitz. Er ging 1872 in Betrieb. Ein Ensemble von Bauten aus der Frühzeit des Bahnhofs ist erhalten geblieben und steht unter Denkmalschutz. Seit den 1970er Jahren gewann die Station an Bedeutung als Anschlussbahnhof zum Kraftwerk Jänschwalde und zu einem umfangreichen Netz von Kohlebahnen.

## Lage und Name
Der Bahnhof liegt am östlichen Stadtrand der Stadt Peitz im Landkreis Spree-Neiße in Brandenburg etwa 3,5 Kilometer vom Marktplatz entfernt an der Nordostecke des ausgedehnten Peitzer Teichgebiets am Hälterteich. Die Alte Bahnhofsstraße verbindet den Bahnhof mit der Stadt. Die Station befindet sich am Streckenkilometer 188,14 der Bahnstrecke Halle–Guben, gezählt von Halle (Saale) Hbf, 14,3 Kilometer vom Cottbus Hauptbahnhof entfernt. Die Strecke verläuft im Bereich des Bahnhofs annähernd von Südost nach Nordwest. Jenseits der Gleisanlagen entstand in den 1970er Jahren das Kraftwerk Jänschwalde, eins der größten Kraftwerke Deutschlands.
Zur Unterscheidung vom stadtnäheren Bahnhof Peitz trug die Station Ende des 19. Jahrhunderts zeitweise den Namen Peitz Forsthaus, jedoch ist spätestens seit Anfang des 20. Jahrhunderts der heutige Name Peitz Ost überliefert.
Der in Fahrplänen und auf dem Bahnhofsschild angegebene niedersorbische Name Picnjo Podzajtso entspricht wörtlich der deutschen Bezeichnung.
Die Grenze zwischen den Gemeindegebieten von Peitz und Teichland verläuft im Bahnhofsbereich. Der zentrale Teil des Bahnhofsareals mit Empfangsgebäude und Bahnsteigen liegt in einem zu Peitz gehörenden Zipfel entlang der Bahnanlagen, der südliche Teil des Bahnhofs und die nördliche Einfahrt auf dem Gebiet von Teichland.

## Geschichte

### Entwicklung bis 1970
Im Jahr 1871 begann die Halle-Sorau-Gubener Eisenbahngesellschaft mit dem Bau einer Strecke von Halle über Cottbus und weiter nach Guben bzw. Sorau. Die Gesellschaft bot der Stadt einen Bahnhof an, verlangte jedoch als Gegenleistung einen Bauzuschuss von der Stadt. Der Senat willigte ein und musste zudem noch die Kosten für den Bau einer Straße von der Stadt zum weit entfernten Bahnhof übernehmen. Im Juli 1872 ging die Strecke in Betrieb. Viereinhalb Jahre später, am 31. Dezember 1876, ging die Bahnstrecke Cottbus–Frankfurt (Oder) in Betrieb, an der Peitz einen stadtnäheren Bahnhof westlich des Zentrums erhielt. Umgangssprachlich wurden die beiden Stationen auch als Alter Bahnhof und Neuer Bahnhof bezeichnet, auch die zu ihnen führenden Straßen wurden als Alte Bahnhofstraße und Neue Bahnhofsstraße benannt. Der Name der Alten Bahnhofsstraße als Verbindung von der Stadt zum Bahnhof Peitz Ost hat sich bis heute gehalten.
Der Bahnhof diente lange Zeit vor allem dem lokalen Verkehr. Schnell- und Eilzüge hielten nicht im Bahnhof.

### Der Bahnhof als Güterverkehrsknoten

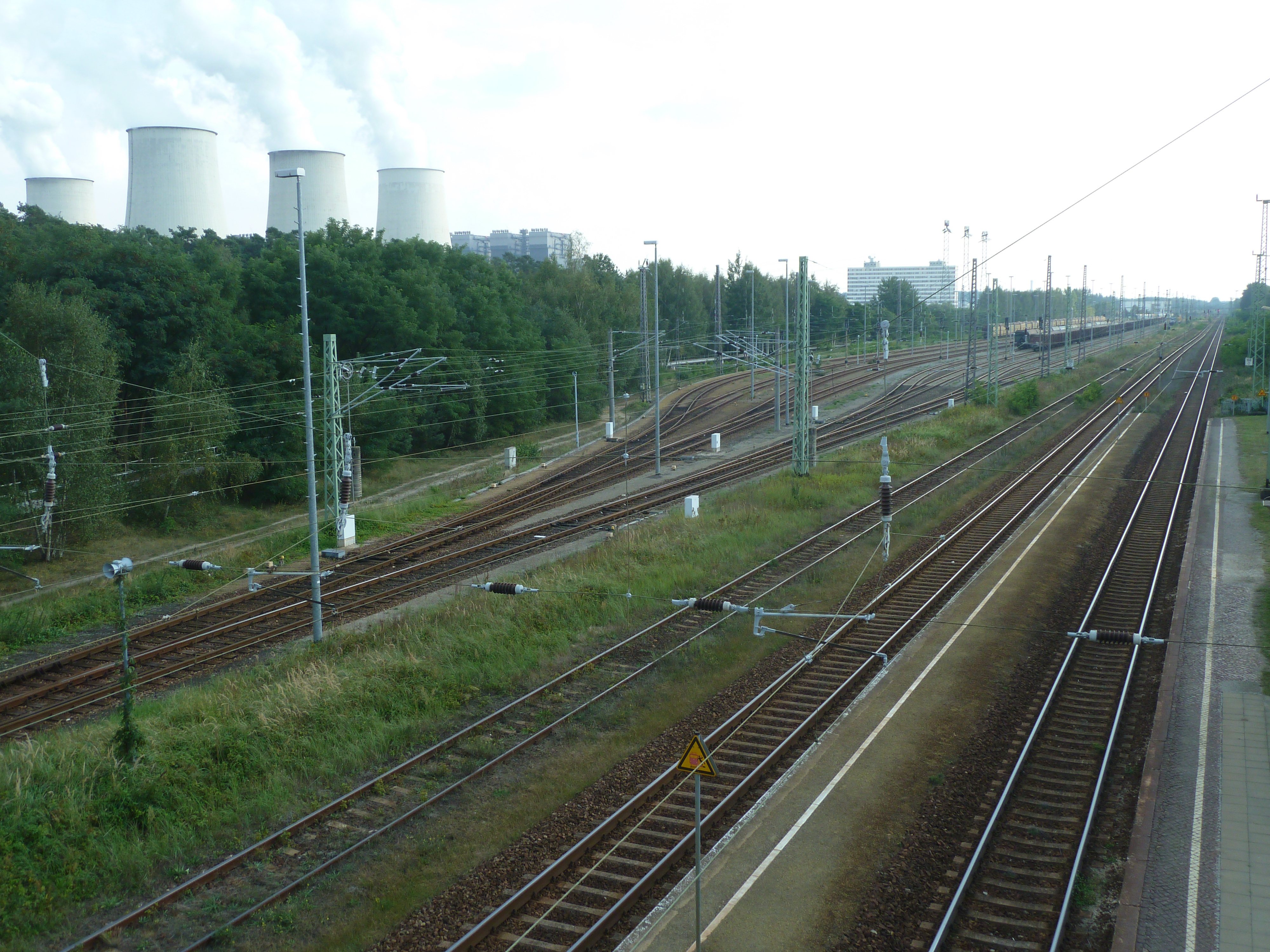
Gütergleise mit Blick auf das Kraftwerk Jänschwalde

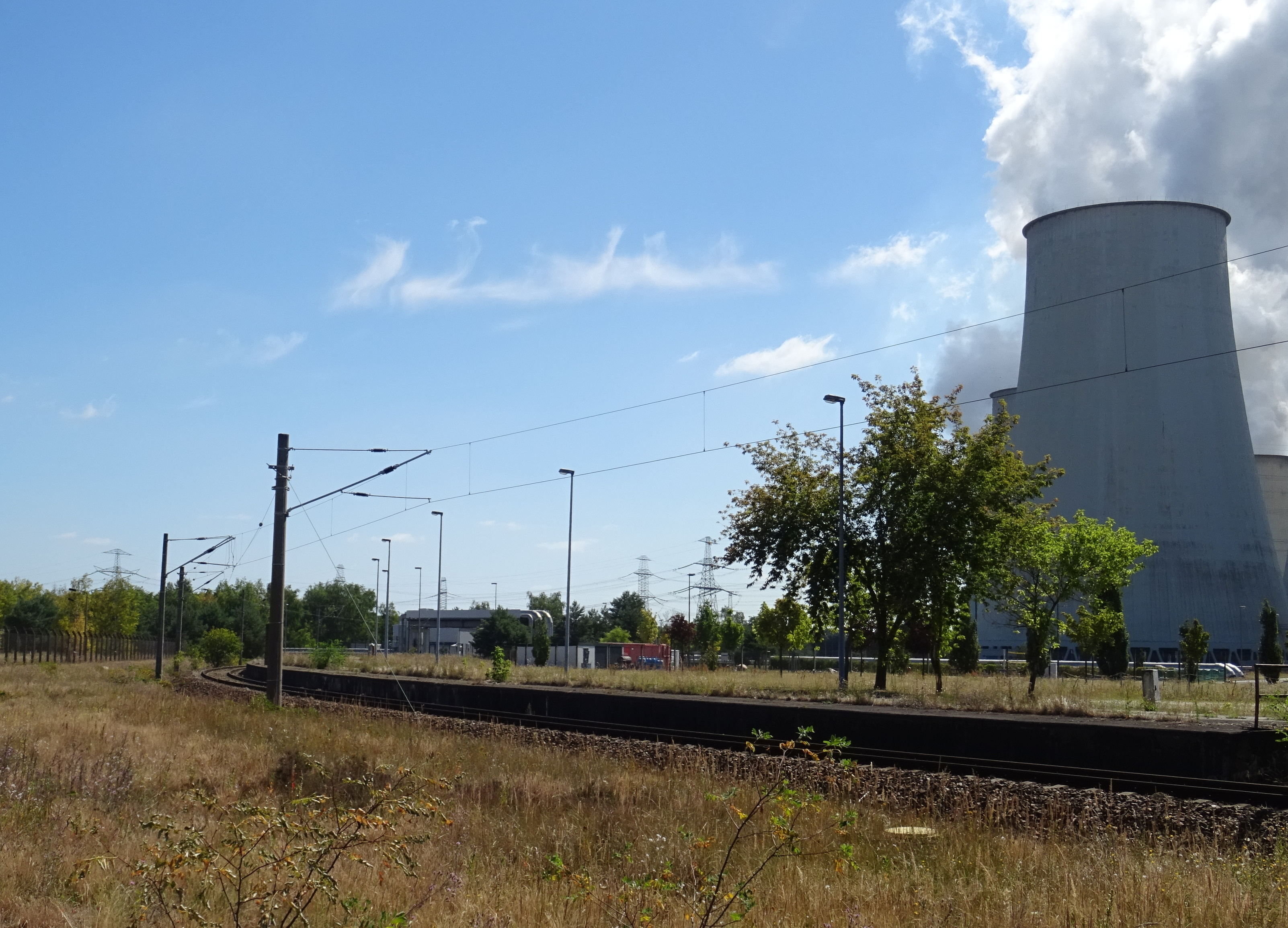
Haltepunkt am Kraftwerk, Bahnhofsteil von Peitz Ost

Im Jahr 1972 begannen die Arbeiten für eine Erweiterung des Bahnhofs zu einem Anschlussbahnhof für das entstehende Kraftwerk Jänschwalde und in den Tagebau Jänschwalde. Peitz Ost wurde neben dem Bahnhof Spreewitz bei Schwarze Pumpe einer der Übergabebahnhöfe zwischen dem Netz der Deutschen Reichsbahn und den Lausitzer Tagebaubahnen.
Ab 1. Juli 1977 verkehrten Berufsverkehrszüge vom Bahnhof Cottbus ins Kraftwerk Jänschwalde. Diese Züge waren nur für die Arbeiter des Kraftwerks und nicht in den öffentlichen Fahrplänen enthalten. Sie nutzten ein betrieblich zum Bahnhof Peitz Ost gehörendes Gleis (Gleis 23), das 1730 Meter lang war. An ihm entstanden zwei Bahnsteige von jeweils 350 Meter Länge, Kraftwerk Jänschwalde West am Kraftwerkseingang und Kraftwerk Jänschwalde Ost an der zentralen Baustelleneinrichtung. Zunächst fuhren zwei Zugpaare morgens und drei am Nachmittag, später kam es zu einer weiteren Anpassung an die Schichtwechselzeiten. 1980 fuhren 19 Züge am Tag, bis 1987 stieg die Zahl auf 22 Zugpaare. Ein Eilzug von Leipzig nach Cottbus am Montagmorgen wurde direkt ins Werk verlängert, in Gegenrichtung fuhr er Freitag Nachmittag vom Kraftwerk ab. Ab 26. September 1992 wurde der Personenverkehr ins Werk wieder eingestellt.
Im Dezember 1990 wurde die Strecke von Frankfurt (Oder) über Guben nach Cottbus und damit auch der Bahnhof Peitz Ost elektrifiziert. Im Jahr 2002 ging wegen des sich ausbreitenden Tagebaugebietes die Strecke von Peitz Ost in Richtung Cottbus außer Betrieb, ein Teil der Strecke verblieb noch als Anschlussgleis des Tagebaus. Sie wurde durch eine neue Verbindung ersetzt, die von Cottbus-Sandow bis Willmersdorf zunächst die Trasse der Bahnstrecke Cottbus–Frankfurt (Oder) (über Grunow) nutzte. Von Willmersdorf bis Peitz Ost wurde eine neue Verbindungsstrecke gebaut.

### Personenverkehr
Der Bahnhof Peitz Ost wurde nur von Nahverkehrszügen angefahren, Schnell- und Eilzüge hielten in der Regel nicht im Bahnhof. Mitte der 1990er Jahre wurde der Verkehr vertaktet. Zunächst fuhr ihn damals eine Regionalbahnlinie von Guben über Cottbus nach Senftenberg an. Später wurde er von einer Regionalexpress- bzw. Regionalbahnlinie von Frankfurt (Oder) nach Cottbus bedient.
Aktuell verbindet die Linie RE 10 den Bahnhof Peitz Ost zweistündlich mit beiden Städten. Ebenfalls zweistündlich bindet die Linie RB 43 den Bahnhof an, welche sich mit dem RE 10 zu einem stündlichen Takt überlagert.
| Linie                    | Linienverlauf | Takt (min) | EVU              |
| ------------------------ | --- | ---------- | ---------------- |
| RE 10                    | Frankfurt (Oder) – Eisenhüttenstadt – Guben – Peitz Ost – Cottbus – Finsterwalde – Falkenberg – Torgau – Eilenburg – Leipzig | 120        | DB Regio Nordost |
| RB 43                    | Frankfurt (Oder) – Eisenhüttenstadt – Guben – Peitz Ost – Cottbus – Finsterwalde – Doberlug-Kirchhain – Falkenberg           | 120        | DB Regio Nordost |
| Stand: 10. Dezember 2023 | |            |                  |

Die Linien RE 10 und RB 43 überlagern sich zwischen Frankfurt (Oder) und Cottbus zu einem Stundentakt.

## Anlagen

### Hochbauten

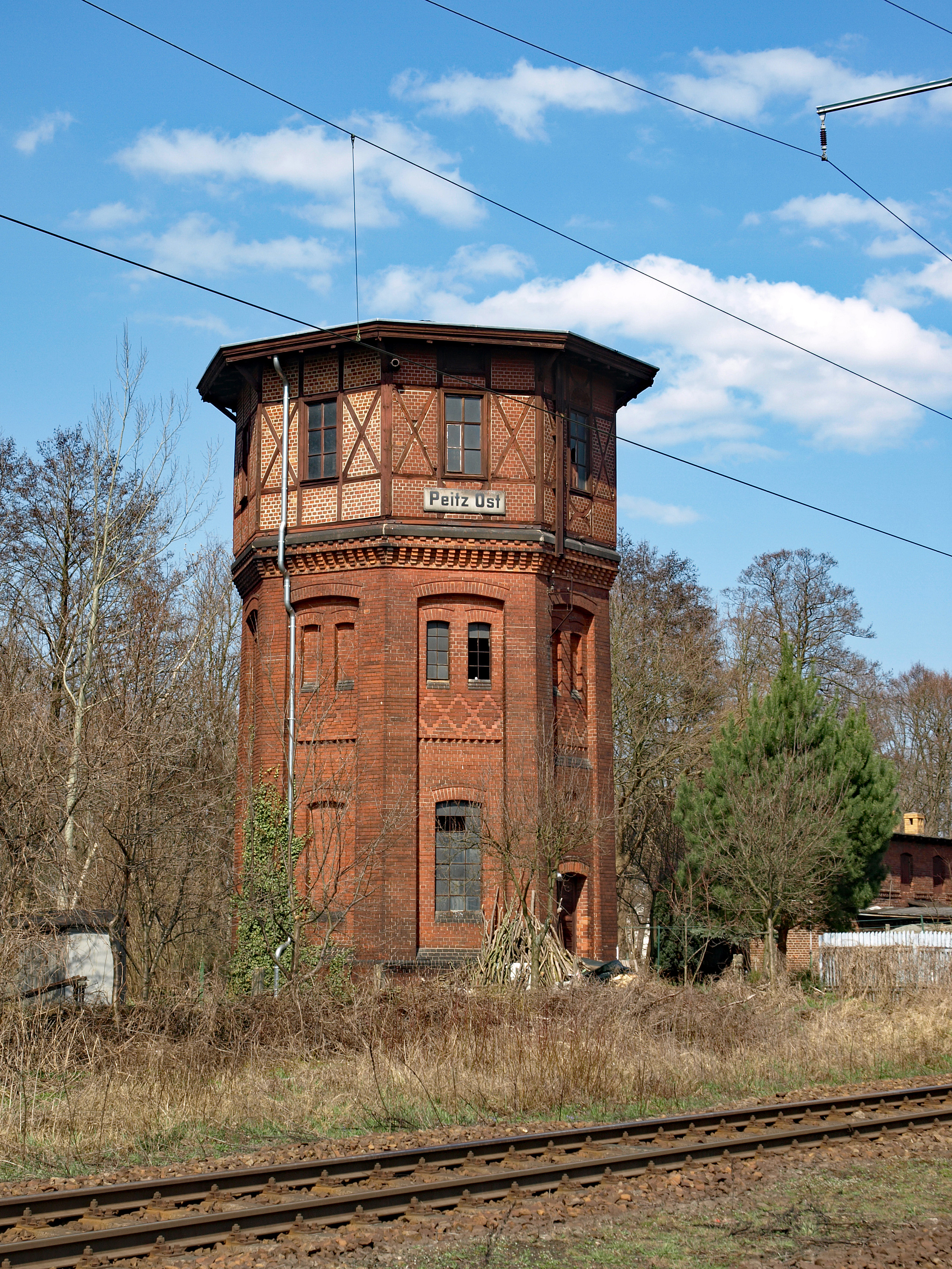
Der Wasserturm ist Teil des Denkmalensembles

Das Empfangsgebäude mit mehreren Nebengebäuden auf der Westseite der Gleisanlagen bildet ein weitgehend im Original erhaltenes Ensemble aus der Erbauungs- bzw. der Frühzeit des Bahnhofs, das als „Bahnhof Peitz-Ost mit Bahnhofsempfangsgebäude, Nebengebäuden und Wasserturm“ unter Denkmalschutz steht.
Das Bahnhofsempfangsgebäude ist ein zweigeschossiger Ziegelbau mit zwei dreigeschossigen Eckrisaliten auf der Gleisseite. Auf der gleisabgewandten Seite gibt es zwei zweigeschossige Risalite. Zwischen diesen liegt ein zweigeschossiger Mittelteil mit vier Achsen. Auf der Südseite und zur Gleisseite gibt es jeweils eingeschossige Anbauten, die als Dienst- bzw. als Stellwerksraum konzipiert waren.
Ebenfalls unter Denkmalschutz stehen drei Nebengebäude: Toilettenhaus, Stall und Waschhaus. Es handelt sich dabei um Ziegelbauten mit einem Stockwerk (Waschhaus), anderthalb (Stall) bzw. zwei Stockwerken (Toilettenhaus). Südlich der Nebengebäude steht ein achteckiger dreigeschossiger Wasserturm aus Ziegeln mit Zeltdach. Er wurde 1896/97 errichtet und steht ebenfalls unter Denkmalschutz.

### Gleisanlagen
Der ursprüngliche Bahnhof hatte zwei Durchfahrtsgleise mit Bahnsteigen, zwei Überholungsgleise auf der Ostseite (von denen eins später abgebaut wurde) und ein Gleis an der Ladestraße auf der Westseite. Etwa hundert Jahre blieb die Anlage weitgehend unverändert. Mit dem Bau des Kraftwerks Jänschwalde in den 1970er Jahren wurden die Gleisanlagen beträchtlich erweitert. Neben dem ursprünglichen Bahnhof entstand ein ausgedehnter Übergabebahnhof zur Kohlebahn und zum Kraftwerk mit neun durchgehenden und einer Reihe von abzweigenden Gleisen.

### Umfeld
Der Bahnhof liegt weit außerhalb des Stadtkerns, in seiner Umgebung gibt es nur wenig Wohnbebauung und keine Geschäfte. Auf der stadtabgewandten Seite des Bahnhofs beginnen die ausgedehnten Anlagen des Kraftwerks Jänschwalde.